# Віру (село)
Віру (ест. Viru), також Вірукюла (ест. Viruküla), місцева вимова Вірунукк (ест. Virunukk) — село в Естонії, входить до складу волості Варсту, повіту Вирумаа.
За даними перепису 2011 року в селі проживали 23 особи, за національністю — усі естонці.